# Trematolobelia
- Commons
- Wikispecies

Trematolobelia é um gênero botânico pertencente à família Campanulaceae.
1. ↑  «Trematolobelia — World Flora Online». www.worldfloraonline.org. Consultado em 19 de agosto de 2020